# Bistum Shangqiu
Das Bistum Shangqiu (lat.: Dioecesis Coeitevensis) ist ein römisch-katholisches Bistum mit Sitz in Shangqiu in der Volksrepublik China.

## Geschichte
Papst Pius XI. gründete mit dem Breve Quae catholico die Apostolische Präfektur Kweiteh am 19. Juni 1928 aus Gebietsabtretungen des Apostolischen Vikariats Kaifeng. Am 18. Mai 1937 wurde sie in den Rang eines Apostolischen Vikariats erhoben.
Mit der Apostolischen Konstitution Quotidie Nos wurde es am 11. April 1946 zum Bistum erhoben. 1991 wurde der geheime Bischof Monsignore Nicolas Shi Jingxian geweiht, der im Jahr 1999 vereinbarte, der Chinesischen Katholischen Patriotischen Vereinigung beizutreten.

## Ordinarius

### Apostolischer Präfekt von Kweiteh
- Francisco Javier Ochoa Ullate OAR (8. Januar 1929 – 18. Mai 1937)

### Apostolischer Vikar von Kweiteh
- Francisco Javier Ochoa Ullate OAR (18. Mai 1937 – 11. April 1946)

### Bischöfe von Shangqiu
- Francisco Javier Ochoa Ullate OAR (11. April 1946 – 11. Dezember 1947)
- Arturo Quintanilla Manzanares del Rosario OAR (10. November 1949 – 21. November 1970)
- Nicholas Shi Jin Xian OAR (1991 – 2009)